# 石嶺聰子
石嶺聰子（1975年10月3日—）是一名日本女歌手，作曲家。1992年，她在第16届長崎歌謡祭上獲得優勝者稱號，之後她與東芝EMI簽約。1994年11月，她发行了她的第一张单曲。1995年3月，石嶺聰子在第5届NHK新人歌謡比賽中获得一等奖。